# Largage d'ours en peluche de 2012 à Minsk
Le largage d'ours en peluche de 2012 à Minsk est survenu le 4 juillet 2012 en Biélorussie.
Un avion affrété par l'agence de publicité suédoise Studio Total (en) est entré illégalement dans l'espace aérien biélorusse le 4 juillet et a parachuté plusieurs centaines d'ours en peluche avec des notes portant des messages pro-démocratie. Après avoir nié pendant trois semaines que l'incident ait eu lieu et qualifié les images du largage diffusées par Studio Total de canular, le gouvernement biélorusse a finalement reconnu le 26 juillet 2012 que le largage d'ours en peluche avait bien eu lieu.
L'événement a beaucoup irrité le président biélorusse Alexandre Loukachenko, qui y voyait un échec important en matière de sécurité nationale. Loukachenko a limogé deux grands généraux, les chefs des gardes-frontières biélorusses et de la défense aérienne, pour ne pas avoir intercepté l'avion de Studio Total. Le largage a conduit à une escalade de la crise diplomatique dans les relations entre la Biélorussie et la Suède. Le 3 août 2012, la Biélorussie a expulsé l'ambassadeur de Suède, Stefan Eriksson (en), et a ensuite ordonné au personnel restant de l'ambassade de Suède de quitter la Biélorussie d'ici la fin du mois. La Biélorussie a également retiré son ambassadeur et tout le personnel de son ambassade de Suède.

## Largage
Le 4 juillet 2012, un petit avion, affrété par l'agence de publicité suédoise Studio Total et avec deux personnes à bord, a décollé d'un aérodrome en Lituanie et est entré illégalement dans l'espace aérien biélorusse, traversant la frontière biélorusse depuis la Lituanie. L'avion a largué plusieurs centaines d'ours en peluche, portant des cartes et des notes avec des messages pro-démocratie, pro-liberté d'expression et de protestation, au-dessus de la ville biélorusse d'Ivianets, près de Minsk. Les organisateurs du largage avaient initialement prévu de larguer certains des ours en peluche au-dessus des bâtiments du gouvernement de l'État à Minsk, mais les incertitudes concernant l'approvisionnement en carburant et le fait que l'avion avait été contacté par les contrôleurs aériens biélorusses ont entraîné la décision de laisser tomber les ours sur Ivianets puis de repartir. L'avion a retraversé la frontière avec la Lituanie sans rencontrer aucune interférence de l'armée biélorusse. Per Cromwell, le fondateur de Studio Total, était dans une voiture au sol à Ivianets lors du largage. Divers reportages évaluent le nombre total d'ours en peluche à environ 800,.
L'opération de largage est baptisée « Teddybear Airdrop Minsk 2012 » par ses organisateurs du Studio Total.
L'un des pilotes de l'avion de Studio Total impliqué dans le largage, Tomas Mazetti, a déclaré que l'idée d'utiliser des ours en peluche venait d'activistes pro-démocratie biélorusses, qui avaient été arrêtés à plusieurs reprises par les autorités et avaient commencé à porter des ours en peluche avec des slogans réclamant la liberté d'expression en guise de protestation. Les ours en peluche étaient régulièrement confisqués par la police et le parachutage de Studio Total se voulait être un geste de solidarité : « nous avons fait voler des ours en peluche et les avons largués pour soutenir les ours en peluche arrêtés ». Studio Total soutient qu'aucun militant de la démocratie biélorusse n'a été impliqué dans la planification du largage aérien d'ours en peluche. Selon Mazetti, le vol à l'intérieur de l'espace aérien biélorusse a duré environ une heure et demie, à une altitude d'environ 50 mètres.
Les deux personnes à bord de l'avion, Tomas Mazetti et Hannah Frey, ont passé environ un an à se préparer pour l'opération de largage. Leurs préparatifs comprenaient l'achat d'un avion Jodel à trois places et l'apprentissage de son pilotage, dépensant l'équivalent d'environ 184 500 dollars américains dans le processus.

## Réaction de la Biélorussie
Après le largage, Studio Total a publié plusieurs courts clips vidéo de l'opération. Un certain nombre de vidéos, réalisées par des biélorusses qui ont observé la chute d'ours en peluche parachutés ont été publiées sur YouTube et sont devenues virales. Cependant, la réaction initiale des médias suédois et des médias d'État biélorusses aux affirmations de Studio Total concernant le largage a été sceptique.

### Premiers démentis officiels
Les autorités biélorusses ont d'abord émis des démentis rigoureux selon lesquels le largage aérien d'ours en peluche n'avait jamais eu lieu et qu'il n'y avait pas eu d'intrusion non autorisée dans l'espace aérien biélorusse le 4 juillet. Les responsables du gouvernement biélorusse ont affirmé que la vidéo de Studio Total du largage était fausse et l'a qualifiée de canular destiné à embarrasser le gouvernement biélorusse. Environ une semaine après le largage, Studio Total a publié environ 90 minutes de séquences vidéo brutes non éditées prises pendant le vol du 4 juillet. Radio Free Europe a examiné les images et a conclu qu'elles semblaient authentiques. Néanmoins, le gouvernement de Biélorussie a continué à nier que le parachutage s'est produit.

### Arrestations de journalistes
Le 13 juillet, les autorités biélorusses ont arrêté un étudiant journaliste de 20 ans, Anton Suryapin (en), qui a publié sur son site Internet, Bnp.by, certaines des premières photos liées au parachutage d'ours en peluche. Souryapine a écrit sur son site Internet qu'il avait reçu les photos par e-mail d'un des résidents locaux qui avait observé la chute. Plusieurs jours avant l'arrestation de Souryapine, la police de Minsk a arrêté un agent immobilier, Syarhei Basharimau, qui avait loué un appartement dans la capitale à deux suédois liés à Studio Total. Les représentants de Studio Total affirment que ni Souryapine ni Basharimau n'étaient en aucune façon impliqués dans la planification et la réalisation du largage et ont appelé à leur libération. Plusieurs organisations de défense des droits humains, dont Amnesty International, ont également appelé à la libération de Souryapine. Souryapine et Basharimau, qui ont été officiellement inculpés, ont été libérés sous caution le 17 août 2012 et risquent jusqu'à sept ans d'emprisonnement. Le gouvernement biélorusse a publiquement levé les conditions de libération sous caution et annoncé que l'affaire pénale était close le 28 juin 2013.
Début août 2012, deux journalistes, Irina Kozlik et Ioulia Dorochkevitch, qui ont pris des photos d'ours en peluche en solidarité avec Souryapine«  » et Basharimau, ont été arrêtées à Minsk puis reconnues coupables de « violation de la loi sur les manifestations » et condamnées à une amende de plusieurs centaines de dollars américains.

### Reconnaissance du largage
Après trois semaines de démentis par les autorités biélorusses que l'événement se soit réellement produit, le 26 juillet, le président biélorusse Alexandre Loukachenko a finalement reconnu que le largage aérien de l'ours en peluche du 4 juillet avait bien eu lieu.

### Limogeage de responsables militaires biélorusses

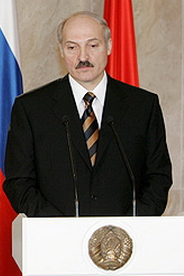
Le président de la Biélorussie Alexandre Loukachenko.

Le président Loukachenko aurait été très irrité par le largage aérien d'ours en peluche et par l'échec de l'armée biélorusse à l'intercepter, ce qu'il considérait comme un manquement important à la sécurité nationale. Il a indiqué que les responsables de ce manquement seront sanctionnés : « Cet avion a été découvert à temps, mais pourquoi les autorités (de la défense aérienne) n'ont-elles pas intercepté le vol? [...] Allez les gars. Nous sommes tous adultes. Le coupable il faut en répondre ».
Le 31 juillet 2012, le gouvernement biélorusse a annoncé que le président Loukachenko avait limogé deux grands généraux, le chef de la défense aérienne Dmitri Pakhmelkine et le chef des gardes-frontières Igor Rachkovsky « pour ne pas avoir correctement exercé leurs fonctions de sauvegarde de la sécurité nationale biélorusse ».
Le président Loukachenko charge le nouveau chef des gardes-frontières d'abattre tout futur intrus illégal dans l'espace aérien biélorusse : « Les violations illégales des frontières de l'État ne doivent pas être autorisées. Elles doivent être arrêtées par tous les moyens, y compris les armes, indépendamment de tout ».

### Actions gouvernementales ultérieures
Le 11 août, le KGB biélorusse a sommé les trois organisateurs suédois du largage, Tomas Mazetti, Hannah Frey et Per Cromwell, de se rendre en Biélorussie pour un interrogatoire sur l'opération dans les 10 jours,. La convocation a été publiée sur le site Web du KGB biélorusse et remise à Studio Total par e-mail et a déclaré que le non-respect pourrait entraîner « des travaux correctionnels pouvant aller jusqu'à deux ans ou une peine d'emprisonnement pouvant aller jusqu'à six mois ». Studio Total a refusé de se conformer à la convocation et a plutôt proposé de discuter de l'opération de largage directement avec le président Loukachenko s'il se rendait en Suède.
La Biélorussie a également envoyé une demande officielle au gouvernement lituanien pour obtenir de l'aide « pour enquêter sur une éventuelle violation de la frontière nationale lorsqu'un avion léger piloté par la Suède a traversé la frontière lituanienne-biélorusse ». Le président Loukachenko a été cité par Interfax disant que « la Lituanie ne devrait pas être assise comme des souris sous un balai. Ils doivent nous répondre pourquoi ils ont fourni leur territoire pour violation des frontières nationales. S'il y a quelqu'un qui ne trouvera pas cela drôle, c'est bien la Lituanie ».

## Crise diplomatique avec la Suède
Le 3 août, le ministre suédois des Affaires étrangères, Carl Bildt, annonce que la Biélorussie « a expulsé » l'ambassadeur de Suède en Biélorussie, Stefan Eriksson, qui était alors en vacances en Suède lorsqu'il a été informé qu'il ne serait pas autorisé à retourner en Biélorussie. Le gouvernement biélorusse conteste la caractérisation suédoise des événements, déclarant : « La partie biélorusse n'a pas expulsé l'ambassadeur suédois. La décision a été prise de ne pas prolonger son accréditation ». La Biélorussie justifie sa décision en disant que les « activités de l'ambassadeur de Suède ne visaient pas le renforcement des relations entre la Biélorussie et la Suède, mais leur érosion ».
En réponse, le gouvernement suédois a annoncé que le nouvel ambassadeur biélorusse en Suède ne serait pas autorisé à entrer dans le pays et que deux autres diplomates biélorusses étaient expulsés. Par la suite, la Biélorussie a ordonné à tout le personnel diplomatique suédois restant de quitter la Biélorussie avant le 30 août.
L'Union européenne a tenu une réunion urgente de ses diplomates le vendredi 10 août 2012 à Bruxelles pour discuter de la réponse de l'UE à la querelle croissante entre la Biélorussie et la Suède. Les diplomates de l'UE ont exprimé leur ferme soutien à la Suède dans le différend mais n'ont pris aucune mesure concrète contre la Biélorussie. Des rapports antérieurs indiquaient que la réunion devait aboutir à un rappel massif des ambassadeurs de l'UE en Biélorussie dans leur pays d'origine.